# Racquetball
Racquetball – dyscyplina sportowa, w którą gra się gumową piłką na korcie podobnym do kortu do squasha. Pomysłodawcą gry był Amerykanin Joe Sobek.

## Zasady
W racquetballa mogą grać dwie lub cztery osoby, rakiety są nieco większe od squashowych (większa głowa, krótszy uchwyt) a mniejsze od tenisowych. Zasady są zbliżone do squasha, punkty zdobywa się po podwójnym odbiciu piłki od podłoża lub po błędzie przeciwnika, zasadniczą różnicą jest to, że serwis odbywa się po tzw. koźle. Grę wygrywa zawodnik, który zdobędzie zwycięstwo w 3 lub 5 setach. Set rozgrywa się do 11 punktów, jednakże z chwilą kiedy zawodnicy uzyskają remis przy stanie 10 punktów, wygrywa ten zawodnik, który zdobędzie 2 punktową przewagę.